# Trimerina shatalkini
Trimerina shatalkini är en tvåvingeart som beskrevs av Nina Krivosheina 1993. Trimerina shatalkini ingår i släktet Trimerina och familjen vattenflugor. Inga underarter finns listade i Catalogue of Life.